# Karl Holey
Karl Holey (* 6. November 1879 in Bodenbach bei Tetschen, Böhmen; † 6. März 1955 in Wien) war ein österreichischer Architekt, Bauhistoriker und Denkmalpfleger. Er war von 1937 bis 1955 Dombaumeister des Stephansdoms.

## Leben

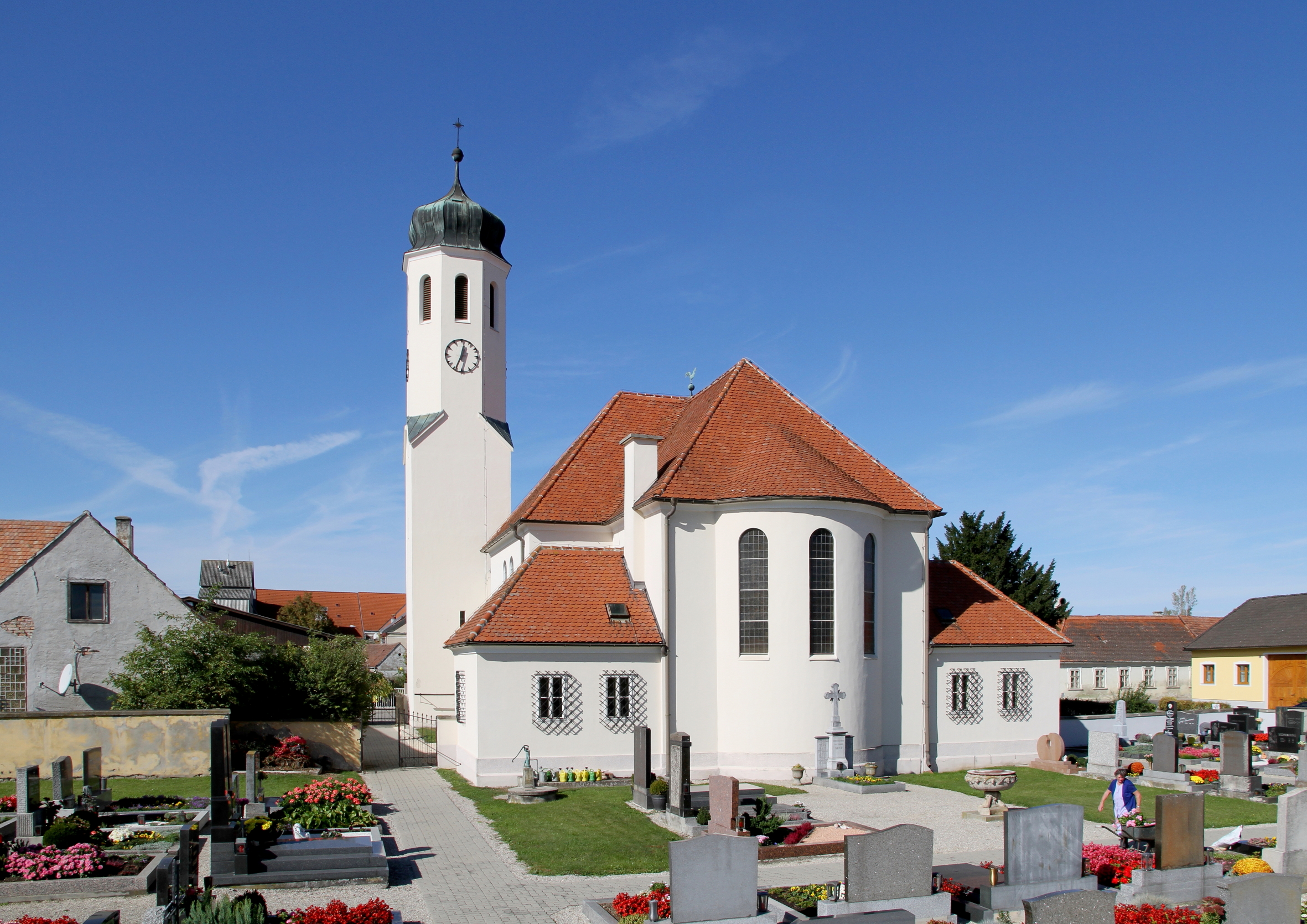
Pfarrkirche Rust im Tullnerfeld (1947–1949)

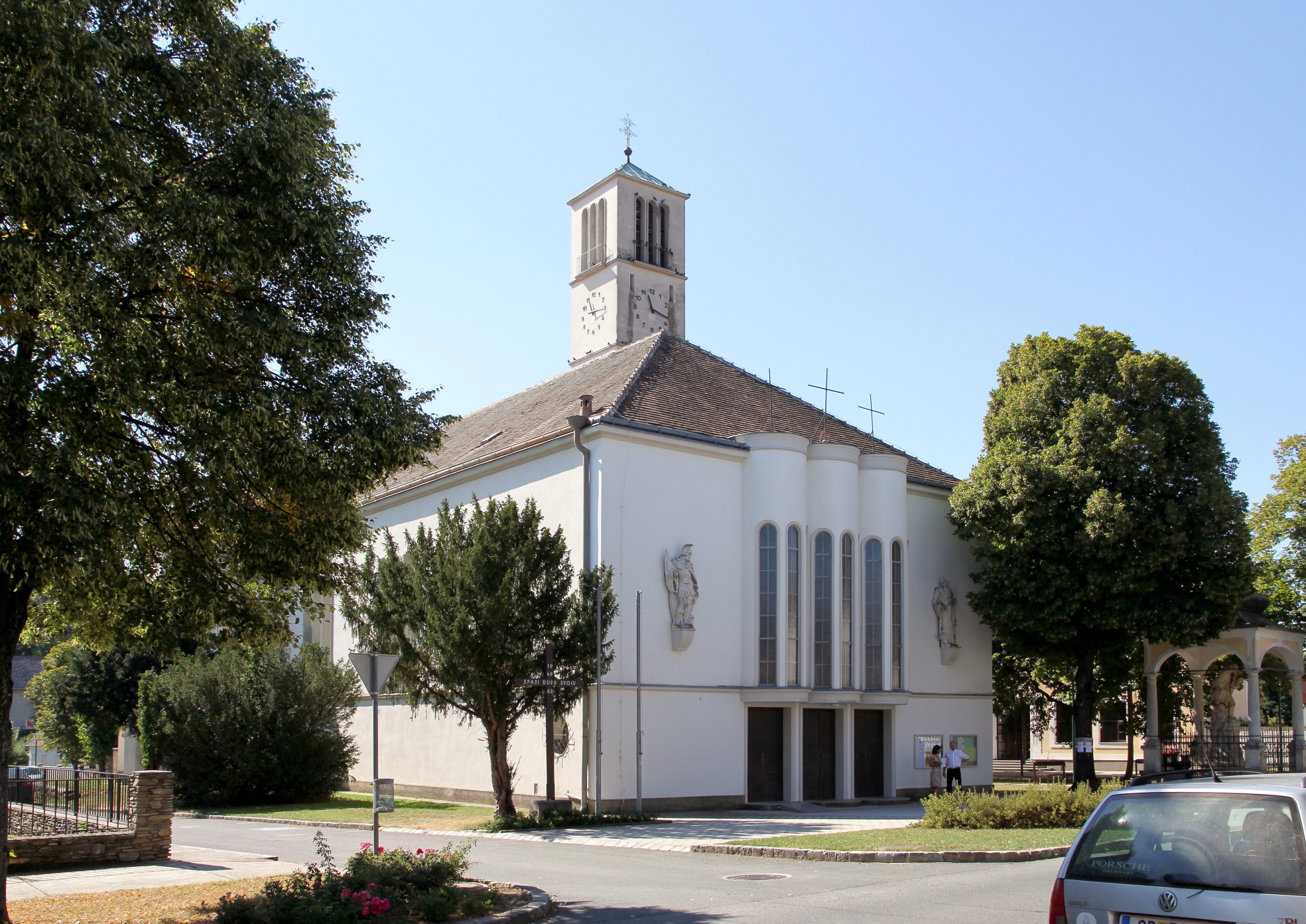
Pfarrkirche Nikitsch (1931–1932)

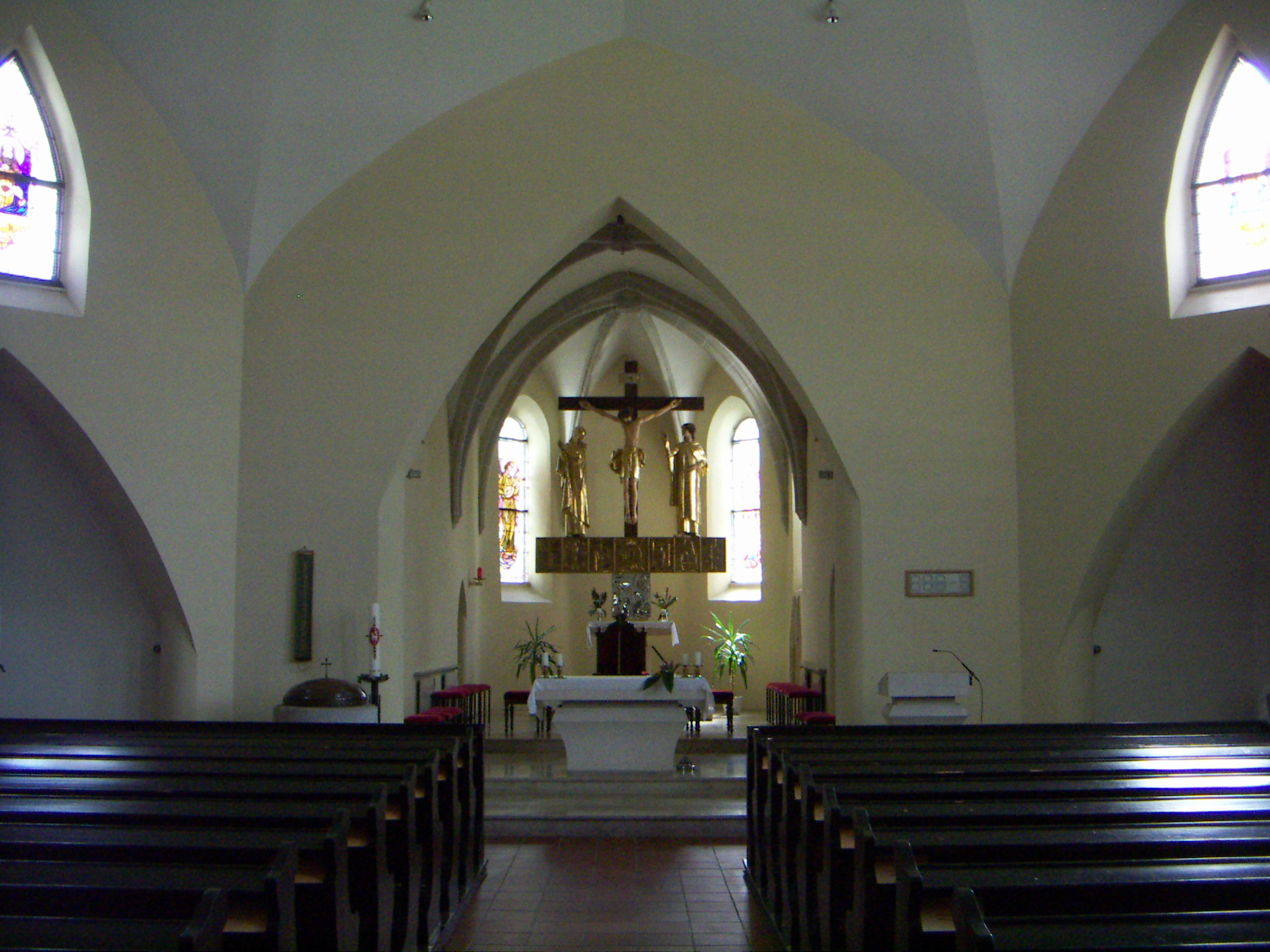
Pfarrkirche Niederkreuzstetten (1923), neues achteckiges Langhaus mit Tonnengewölbe und tiefen Stichkappen zum gotischen kreuzrippengewölbten Chor aus dem 15. Jahrhundert

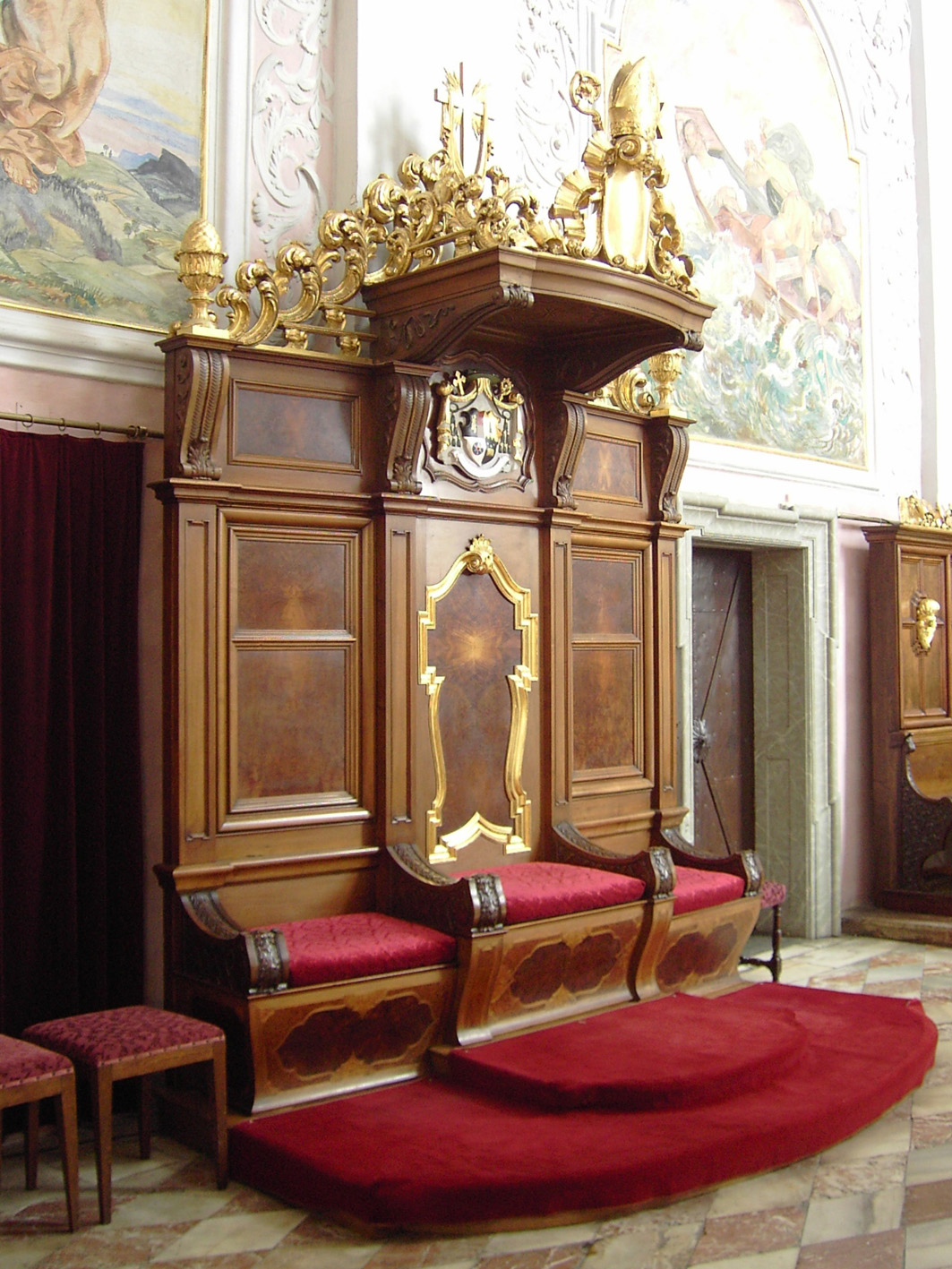
Bischofsthron im Klagenfurter Dom (1930)

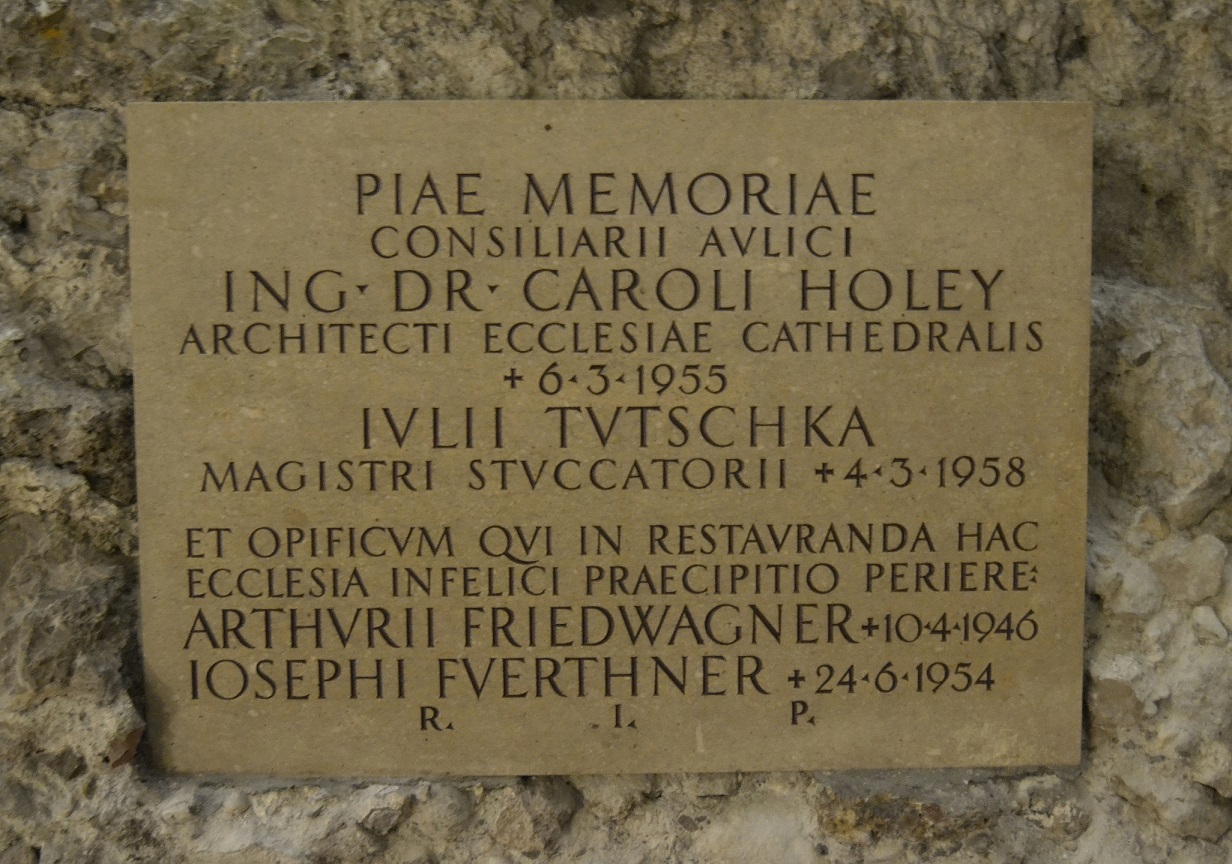
Gedenktafel in der Krypta des Salzburger Doms

Der Sohn eines Forstkontrollors ging in Leitmeritz zur Schule und studierte an der Technischen Hochschule Wien, wo er auch von 1904 bis 1906 als Assistent tätig war. Von 1908 bis 1925 war Holey Beamter der Zentralkommission für Kunst- und historische Denkmale, dann von 1915 bis 1932 Generalkonservator (Titel ab 1926) der österreichisch-ungarischen Denkmalpflege bzw. des Denkmalamts der österreichischen Ersten Republik. 1925 wurde Holey als ordentlicher Professor für Baukunst an die Technische Hochschule Wien berufen, an der er schon seit 1915 als außerordentlicher Professor lehrte.
Karl Holey war vor allem Bauhistoriker, Denkmalpfleger, Dombaumeister und als Architekt überwiegend im Sakralbau tätig. In der Ära des Roten Wien war Holey allerdings auch im kommunalen Wohnungsbau tätig. Er stand ebenso wie sein Kollege Siegfried Theiss in einem gewissen Gegensatz zur Schule Otto Wagners. Holey war mit dem Regime des Ständestaats stark verbunden und ab 1934 Mitglied des Bundeskulturrats. Von 1937 bis 1938 war er Rektor der Technischen Hochschule Wien (freiwilliger Rücktritt 1938) und wurde ab 1945 Leiter des Wiederaufbaus des Doms in Salzburg. 1946 erfolgte seine neuerliche Ernennung zum Rektor der Technischen Hochschule Wien. 1951 als Professor emeritiert, blieb er in seinen Interessensgebieten aktiv.
In die Amtszeit Holeys als Dombaumeister fiel die Zerstörung des Stephansdoms während des Zweiten Weltkriegs und dessen nachfolgender Wiederaufbau. Am 12. April 1945 war es zum Brand der Dächer des Domes gekommen, wobei die Gewölbe im Chor einstürzten. Während das spätgotische Chorgestühl und die Orgel verbrannten, war das Friedrichsgrab durch eine rechtzeitig erfolgte Ummauerung geschützt worden. Nachdem der zerstörte Chorbereich durch eine Abmauerung vom Kirchenraum abgetrennt worden war, wurden hier zunächst die Gewölbe wiederhergestellt und bis 1950 das Dach als eine moderne Stahlkonstruktion aufgebracht. Am 26. April 1952 konnte die im Wesentlichen wiederhergestellte Domkirche wiedereröffnet werden.
Er wurde am Wiener Zentralfriedhof bestattet.

## Auszeichnungen
Holey erhielt zahlreiche Auszeichnungen, unter anderem 1935 das Komturkreuz des österreichischen Verdienstordens. 1950 wurde er Bürger ehrenhalber der Stadt Wien. Von 1930 bis 1931 war er Präsident der Katholischen Akademiker-Gemeinschaft, ab 1947 Präsident des Vereins für Denkmal- und Stadtbildpflege, heute Österreichische Gesellschaft für Denkmal- und Ortsbildpflege. 1954 erhielt er das Große Silberne Ehrenzeichen für Verdienste um die Republik Österreich. 1965 wurde ihm zu Ehren ein Platz in der Per-Albin-Hansson-Siedlung Nord im 10. Bezirk Holeyplatz benannt.

## Bauten und Entwürfe
- 1912: secessionistischer Hochaltar in der Pfarrkirche St. Peter in der Au (mit Bildhauer Heinrich Zita)
- 1923: Umbau und Erweiterung der Pfarrkirche Niederkreuzstetten
- vor 1925: Lavabo in der Sakristei der Pfarrkirche Thernberg (mit Georg Klimt)
- 1929–1930: Pfarrkirche Güttenbach
- 1931: Umbau und Erweiterung der Pfarrkirche Andau
- 1931–1932: Pfarrkirche Nikitsch (Neubau unter Einbeziehung älterer Bauteile)[5]
- 1933: Pfarrkirche Bad Erlach
- 1934: Umbau und Erweiterung der Währinger Pfarrkirche
- 1934–1935: Wohnhaus für Karl Vaugoin in 1130 Wien (mit Förderung des Assanierungsfonds)
- 1935: Entwurf für Altartisch und Tabernakel in der Pfarrkirche Thernberg
- 1935–1939: Österreichisches Kulturinstitut in Rom[6]
- 1943: Taufbecken in der Pfarrkirche Grünbach am Schneeberg
- 1947–1949: Pfarrkirche Rust im Tullnerfeld[7]
- 1950–1951: Filialkirche Neubau

## Schriften
- Die Grundsätze der modernen Denkmalpflege bei Kirchenrestaurierungen. In: Zeitschrift des ÖIAV, 61. Jahrgang 1909, S. 176.
- Praktische Denkmalpflege und Heimatschutz. In: Zeitschrift des ÖIAV. 62. Jahrgang 1910, S. 32.
- Der diokletianische Kaiserpalast in Spalato. In: Zeitschrift des ÖIAV. 62. Jahrgang 1910, S. 454 f.
- Ein Denkmalschutzgesetz für Österreich. Erläuterungen. In: Flugschriften des Vereines zum Schutze und zur Erhaltung der Kunstdenkmäler Wiens und Niederösterreichs. Jahrgang 1911, S. 55.
- Die Zukunft des Karlsplatzes. Wien 1911.
- Wiener Platz- und Denkmalfragen. In: Mitteilungen der Zentralvereinigung der Architekten Österreichs, Jahrgang 1918, Heft 7, S. #.
- Zur hundertsten Wiederkehr des Geburtstages von Dombaumeister Friedrich v. Schmidt. In: Zeitschrift des ÖIAV. 77. Jahrgang 1925, S. 434 ff.
- Zum Wiederaufbau des St. Stephansdomes in Wien. In: Zeitschrift des ÖIAV. 91. Jahrgang 1946, S. 1–5, Abb. 1–5.